# Alberto Ciurana
José Alberto Ciurana Macías (Guadalajara, Jalisco, 26 de octubre de 1956 - Ciudad de México, 23 de marzo de 2021), más conocido como Alberto Ciurana, fue un empresario y ejecutivo de televisión mexicano.
Se desempeñó como director de programación en Televisa, como jefe de programación y contenido en Univision y como director de contenido y distribución en TV Azteca.

## Biografía
Antes de vincularse a TV Azteca, Ciurana se desempeñó como Director de Comunicaciones Sociales para el estado de Guanajuato, México, y más tarde como Presidente de Programación y Contenido de Univisión Networks entre 2012 y 2016, donde se encargaba de supervisar la programación de la transmisión de entretenimiento y las redes de cable de Univisión Communications Inc.
Se vinculó con Univisión después de trabajar como Vicepresidente de Programación de Televisa durante quince años. En octubre de 2017 inició su colaboración con TV Azteca, donde se encargó de programar, operar y producir los canales de televisión ligados a la compañía.

### Fallecimiento
A mediados de marzo de 2021, Ciurana tuvo que ser internado en una unidad de cuidados intensivos luego de contraer COVID-19. Falleció el martes 23 de marzo a los 64 años por complicaciones del mismo virus.